# Robert Thach
Robert Henry Thach (Athens, 9 novembre 1866 – Birmingham, 20 dicembre 1924) è stato un golfista statunitense.

## Carriera
Thach partecipò al torneo individuale di golf ai Giochi olimpici di Saint Louis 1904, in cui giunse quarantacinquesimo a pari merito con Charles Willard e George Powell.